# ادموند بزيك
ادموند بزیك (12 أغسطس 1975 بطهران في إيران - ) هو لاعب كرة قدم إيراني في مركز الهجوم. شارك مع منتخب إيران لكرة القدم. أما مع النوادي، فقد لعب مع نادي ارارات طهران ونادي برسبوليس ونادي سباهان أصفهان ونادي شهرداري بندر عباس.

## روابط خارجية
- ادموند بزيك على موقع قاعدة بيانات كرة القدم.إي يو (الإنجليزية)
- ادموند بزيك على موقع ناشيونال فوتبول تيمز (الإنجليزية)